# Episema monotona
Episema monotona là một loài bướm đêm trong họ Noctuidae.